# Jason Maybaum
Jason Maybaum (Los Angeles, 31 de agosto de 2007) é um ator norte-americano, conhecido por seus papéis em Raven's Home e em Freaky Friday, e por sua participação na primeira temporada do programa Dancing with the Stars Juniors.

## Carreira
Estreou em 2015, interpretando Eli na série Blunt Talk, e Oliver no filme The Perfect Stanleys. Em 2016 fez o "filho do Bratty" em Workaholics. Em 2017 foi Jed em Bitch, George (jovem) em Becoming Bond, Leo em Superstore, Dale em Teachers e "filho" em Desperate Waters. Neste ano estreou no elenco regular como Levi, um dos protagonistas de Raven's Home, spin-off de That's So Raven. A segunda temporada da série foi confirmada, assim como a terceira, mantendo Jason como regular. Em 2018 fez a versão de 2018 do clássico Freaky Friday, interpretando Fletcher Blake. Neste mesmo ano participou do programa da ABC Dancing with the Stars Juniors, com a professora Elliana Walmsley, no qual os dois terminaram na 7ª posição. Foi confirmado no elenco do filme Resident Alien.

## Filmografia

### Televisão
| Ano       | Título                         | Personagem               | Nota(s)       |
| --------- | ------------------------------ | ------------------------ | ------------- |
| 2015      | Blunt Talk                     | Eli                      | Recorrente    |
| 2015      | The Perfect Stanleys           | Oliver                   | Filme para TV |
| 2016      | Workaholics                    | Filho do Bratty          | Participação  |
| 2017      | Becoming Bond                  | George (jovem)           | Documentário  |
| 2017      | Superstore                     | Leo                      | Participação  |
| 2017      | Teachers                       | Dale                     | Participação  |
| 2017-2019 | Raven's Home                   | Levi Grayson Daniels     |               |
| 2018      | Freaky Friday                  | Fletcher Blake           | Filme para TV |
| 2018      | Dancing with the Stars Juniors | Ele mesmo (participante) |               |
| ASA       | Resident Alien                 | Max                      | Filme para TV |

### Cinema
| Ano  | Título           | Personagem | Nota(s)      |
| ---- | ---------------- | ---------- | ------------ |
| 2017 | Bitch            | Jed        |              |
| 2017 | Desperate Waters | Filho      | Participação |

## Discografia
| Trilha Sonora | Trilha Sonora       | Trilha Sonora |
| Ano           | Música              | Álbum         |
| ------------- | ------------------- | ------------- |
| 2018          | "Turnip Juice"      | —             |
| 2018          | "Replay The Moment" | —             |